# موسیقی راک ایرانی
راک ایرانی گونه‌ای از موسیقی راک است که در کشور ایران رواج دارد. موسیقی راک در ایران، از اواخر دهه چهل خورشیدی و با ظهور خوانندگانی مانند: کوروش یغمایی، فرهاد مهراد، فریدون فروغی و حبیب محبیان رواج پیدا کرد اما پس از انقلاب فرهنگی دستکم در ظاهر امر به دست فراموشی سپرده شد.
موسیقی راک ایرانی از «راک انگلیسی»، «راک آمریکایی» و سبک‌های اروپایی تأثیر گرفته‌است. در این نوع موسیقی نیز همانند بیشتر سبک‌های راک، گیتار الکتریک و گیتار بیس و درامز اصلی‌ترین سازها هستند. در بعضی از گروه‌ها کیبورد نیز وظیفه تنظیم ریتم‌ها و سمپل‌ها را بر عهده دارد. اما نکته قابل توجه این است که به دلیل ایرانی بودن اجرا کنندگان این موسیقی، انواع سازها و ریتم‌ها و لحن‌های ایرانی در بعضی از آهنگ‌های تولیدی وجود دارد و در سبک راک است.

## قبل از انقلاب ۱۳۵۷
موسیقی راک در دههٔ ۱۳۴۰ همراه با ورود سایر ژانرهای موسیقی غربی به صنعت موسیقی ایران وارد شد. موسیقی راک فارسی با ظهور هنرمندانی چون فرهاد مهراد، کوروش یغمایی، بلک کتس، د دنجرز و اسکورپیو همراه شد. راک فارسی به سرعت به عنوان یک ژانر موسیقی محبوب در میان نسل جوان، به ویژه در کاباره های تهران و آبادان رشد کرد.

### رستوران کوچینی

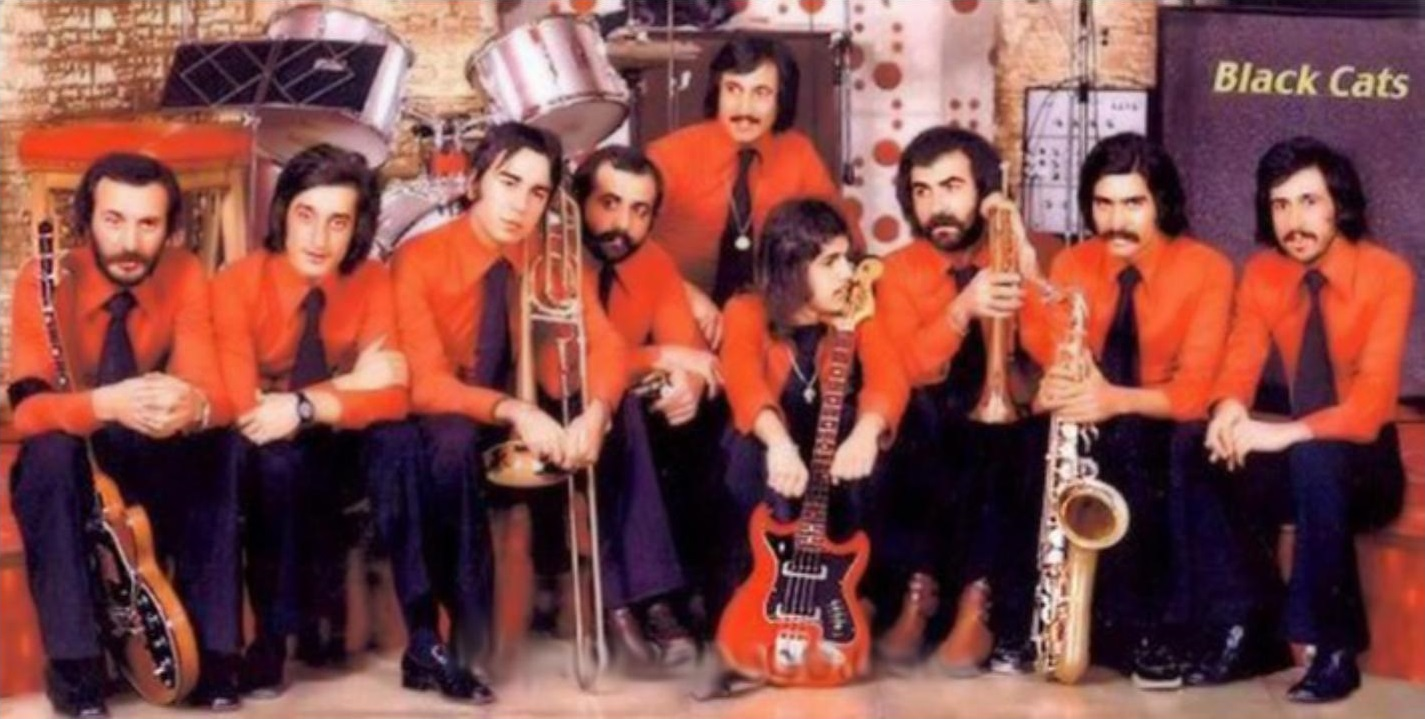
بلک کتس در سال ۱۳۴۸

خاستگاه بسیاری از هنرمندان راک ایرانی از جمله فرهاد و بلک کتس رستوران کوچینی است. این رستوران را ویدا قهرمانی در اوایل دههٔ ۱۳۴۰ تأسیس کرد. فرهاد مهراد در این رستوران پیانو می‌نواخت و خواننده گروه بلک کتس بود. او همچنین آهنگ‌های ری چارلز را می‌خواند. آمریکایی‌ها در آن منطقه به فرهاد لقب «ری چارلز ایران» داده بودند. همچنین ابی اولین اجرای خود را نیز در رستوران کوچینی اجرا کرد. بعد از معروف شدن بلک کتس دیگر در این رستوران اجرا نداشتند. به همین دلیل گروه‌های دیگری مانند اسکورپیو جایگزین آنها شدند. به طور کلی رستوران کوچینی مهمترین مکان برای پرورش موسیقی راک ایرانی بود.
«بدون رستوران کوچینی، موسیقی راک هرگز در ایران رشد نمی‌کرد و ما هرگز خواننده‌هایی مانند ابی و فرهاد را نمی‌شنیدیم.»— ابراهیم نبوی، ابراهیم نبوی، کتاب موسیقی زیرزمین فصل اول صفحه ۸۹.

### کوروش یغمایی
کوروش یغمایی انتشار آلبوم‌های خود را از سال ۱۳۵۰ آغاز کرد. او نوآوری زیادی در راک ایران ایجاد کرد. استفاده از کیبورد به عنوان ریتم آهنگ به جای گیتار بخشی از این نوآوری است. کوروش یغمایی قبل از انقلاب ۱۳۵۷ دو آلبوم منتشر کرد که هر دو از آثار مهم راک ایران هستند. مهم‌ترین اثر او «گل یخ» است. گل یخ بر اساس استانداردهای جهانی به سرعت به خارج از مرزهای ایران نفوذ کرد و پس از آن اجراهای مختلف در سایر کشورهای جهان تا به امروز ادامه یافت. به گفتهٔ ابراهیم نبوی (نویسندهٔ کتاب موسیقی زیرزمین): «کوروش یغمایی تأثیر عمیقی بر سایکدلیک راک در ایران داشته است.» کوروش یغمایی به دلیل تأثیر عمیقی که بر موسیقی راک ایران داشته است به عنوان «پدر راک ایران» شناخته می‌شود. یغمایی پس از انقلاب اسلامی به مدت ۱۷ سال از اجرا محروم شد. در آن دوران برای کودکان کار کرد و کتاب و نوار کاست منتشر کرد. در سال ۱۳۶۶ چهارمین آلبوم انفرادی خود را به نام «دیار» را منتشر کرد که باس، گیتار و درام به دستور دولت ایران ضبط شد. علاوه بر این، یغمایی قطعات موسیقی فولکلور را برای نواختن با ارکستر ملی ایران تنظیم می‌کرد. یغمایی بین سال‌های ۱۳۸۲ تا ۱۳۸۵ با آخرین آلبوم استودیویی خود به نام «ملک جمشید» کار کرد. پس از ۱۲ سال تلاش برای کسب مجوز لازم از وزارت فرهنگ و ارشاد اسلامی، این مرجع از انتشار این آلبوم در ایران خودداری کرد.

### حبیب و فریدون فروغی از پیشگامان بلوز راک
فریدون فروغی یک سال بعد از فرهاد مهراد کار خود را آغاز کرد. اولین آلبوم او با نام «زندونِ دل» از اولین آلبوم‌های بلوز راک ایرانی بود. صدای خَش‌دار فریدون فروغی به شهرت او کمک زیادی کرد. معروف‌ترین آهنگ او «یار دبستانی من» است. کار فریدون فروغی با این آلبوم به پایان رسید. فروش ضعیف این آلبوم باعث شد که نتواند آلبوم دیگری را منتشر کند. با وقوع انقلاب ایران، دیگر صدای فریدون فروغی شنیده نشد. اگرچه فعالیت فریدون فروغی طولانی نبود، اما تأثیر او بر موسیقی راک ایرانی قابل توجه است. حبیب در سال ۱۳۵۶ شروع به تهیه اولین آلبوم خود به نام «مرد تنهای شب»  کرد. حبیب به دلیل فوت مادرش آهنگی به نام «مادر» خواند که در آلبوم از آن استفاده شد. حبیب محبیان دو آهنگ دیگر با نام های «مرد تنهای شب» و «شهلای من» دارد که هر دو در این آلبوم هستند.
تا قبل انقلاب ایران حبیب آلبوم دیگری به نام «سلام همسایه» منتشر کرد. حبیب پس از انقلاب تا سال ۱۳۶۲ در ایران ماند و سپس به لس آنجلس رفت. برجسته‌ترین اثر حبیب در دورهٔ فعالیتش، «خرچنگ‌های مردابی» بود که اثری مهم در موسیقی بلوز راک ایرانی محسوب می‌شود. حبیب در سال ۱۳۸۸ به ایران بازگشت و می‌خواست در ایران به فعالیت خودش ادامه دهد ولی به او مجوز داده نشد. در نهایت حبیب در سال ۱۳۹۵ درگذشت.

### تهران ساوند (صدای تهران)
به تدریج تعداد گروه‌های راک افزایش یافت و هر کدام در کافه‌ها و رستوران‌ها اجرا می‌کردند. برخی از این گروه‌ها مانند روبُلز، د دَنجِرز و گُلدِن رینگ آلبوم‌هایی منتشر کرده‌اند. اکثر آثاری که این گروه ها منتشر کردند ناموفق بود. به مرور زمان همهٔ این گروه‌های راک با هم ادغام شدند و به «تهران ساوند» تغییر نام دادند. همه گروه‌های تهران ساوند آهنگ‌های خود را با لیبل آپولو منتشر کردند. اما اکثر آنها موفق نشدند. اندی شروع به نواختن موسیقی با گروه کرد و گیتار بیس می‌نواخت. تهران ساوند با انحلال گروه‌های کلیدی مانند حلقه طلایی در سال ۱۳۵۵ تقریباً ناپدید شده بود. یکی از آخرین هنرمندانی که خود را عضو تهران ساوند نامید فرامرز اصلانی بود که فلامنکو را با راک ترکیب کرد. تهران ساوند با شروع انقلاب ایران به پایان رسید.

### گروه‌های منطقه‌ای

#### آستارا
در سال‌های ۱۳۴۸ و ۱۳۴۹ گروه «گلدن رینگ» برای اولین بار گاراژ راک را وارد موسیقی راک ایرانی کرد. در نتیجه گروه‌های بزرگی از علاقه‌مندان به این سبک در سراسر ایران شکل گرفت. مهمترین گروه راک آستارا، «گروه چشم آذر» بود که ناصر چشم‌آذر آن را تأسیس کرد. آهنگ «خدای آسمون‌ها» محبوب‌ترین آهنگ گروه است.

#### مشهد
«سینرز» و «پپه فلوی» از گروه‌های راک فعال در مشهد بودند. در سال ۱۳۴۵، گروه سینرز «ارضا (نمی‌شوم)» را در کاخ محمدرضا شاه اجرا کردند. آندرانیک آساطوریان در سال ۱۳۴۸ گروه «سوپر فایو» را تشکیل داد. این گروه یکی از اولین نمونه‌های موسیقی جاز فیوژن در ایران بود. سوپر فایو فقط یک سال فعالیت کرد.

#### آبادان
گروه «هِربز» در آبادان تشکیل شد. برخی از اعضای این گروه بعداً به گروه «اسکورپیو» پیوستند. «سون سول برادرز» گروهی بود که مارتیک و مهدی خاشه تأسیس کردند. مارتیک و مهدی خاشه هر دو اهل آبادان بودند و برای ارکستر مهدی رحمتی گیتار می زدند. در سال ۱۳۵۰ مارتیک و مهدی خاشه از ارکستر مهدی رحمتی جدا شدند. مارتیک و مهدی خاشه به همراه فیروز سرکرده، بهروز لاری، محمد مرادی و حسین حسینی گروه «سون سول برادرز» را تشکیل دادند. این گروه در ابتدا آثار خارجی را کاور می‌کرد. این گروه از سال ۱۳۵۱ آهنگ‌های خود را می‌ساخت که موفق‌ترین آنها «چشمای تو» در سال ۱۳۵۴ است. «چشمای تو» در لیست شماره ۹۰ شبکهٔ من‌و‌تو به عنوان «۱۰۰ آهنگ برتر ایرانی» درج شد. این گروه در سال ۱۳۵۷ منحل شد.

### نقش و تأثیر ارامنه

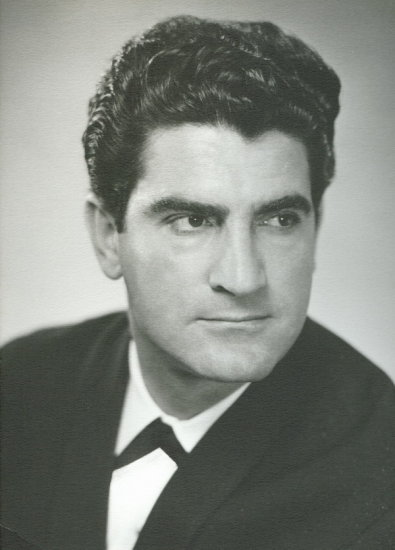
ویگن «معروف به سلطان جاز» الگوی بسیاری از خوانندگان ارمنی بود.

ارمنی‌ها نوازندگان بسیار توانمندی بودند. ویگن در ادغام موسیقی پاپ با شعر فارسی پیشگام بود. آرتوش و گروهش نیز در ایجاد سیمفونیک راک در ایران پیشگام بودند اما آثار آرتوش چندان شناخته شده نبود و آرتوش تا زمان مرگش در سال ۱۳۹۷ ناشناس ماند. واروژان، موسیقی‌دان بزرگ ارمنی، آهنگ‌های محبوب ایرانی را تنظیم کرده بود. او در اوایل چهل سالگی بر اثر ایست قلبی درگذشت. آثار ارمنی‌ها در موسیقی راک ایران بسیار مهم و تاثیرگذار هستند. و هنوز هم این آثار محبوبیت خود را حفظ کرده‌اند.

## انقلاب اسلامی و سال‌های پس از آن
انقلاب اسلامی برای جامعه هنر و موسیقی ایران پیامدهای خوبی در پی نداشت. از همان اولین سال‌های پس از انقلاب، فعالیت هرگونه موسیقی ممنوع گردید؛ موسیقی پاپ غیرمجاز اعلام شده و به تبع آن سبک راک نیز اجازه فعالیت نیافت. تنها نوع موسیقی که مجوز فعالیت داشت، موسیقی سنتی و سرودهای انقلابی بود. وزارت فرهنگ و ارشاد اسلامی، فیلترینگ بزرگی را در مقابل هرگونه موسیقی انجام می‌داد و به تبع آن بیشتر خوانندگان پیش از انقلاب به کشورهای دیگر مهاجرت کردند. تنها تعداد انگشت شماری از خوانندگان پیش از انقلاب از ایران خارج نشدند که پیشگامان راک ایرانی نیز از جمله این افراد بودند. کوروش یغمایی، فرهاد مهراد و فریدون فروغی در کشور ماندند تا وزارت فرهنگ و ارشاد فعالیت آن‌ها را ممنوع کند. کوروش یغمایی تا ۱۸ سال اجازه فعالیت نیافت؛ صدای فرهاد سال‌ها پخش نشد و تنها یک آهنگ به نام «وحدت» از او پخش گردید که در وصف پیامبر اسلام بود و مضمونی انقلابی داشت. فریدون فروغی نیز وضعی مشابه و به مراتب سخت‌تر از دیگر همراهانش داشت. با این شرایط، دوران رکود و انزوای موسیقی راک ایرانی آغاز شد.

## دههٔ ۱۳۷۰

### اوایل دههٔ ۱۳۷۰
در اوایل دههٔ ۱۳۷۰ نیز وضع به همین ترتیب بود. تنها گروه راک ایرانی که در آن زمان فعالیت می‌کرد، گروه «کوچ» نام داشت. این گروه در آمریکا به ساخت و تنظیم آهنگ‌هایی در سبک کانتری مشغول بود. در ایران نیز به‌طور محدود گروه‌ها و خوانندگان اندکی به فعالیت‌های زیرزمینی مشغول بودند، اما هنوز بستر مناسبی برای راک ایرانی آماده نشده بود. «کاوه یغمایی» از معدود خوانندگان راک ایرانی بود که در این سال‌ها با مجوز رسمی وزارت ارشاد فعالیت می‌کرد و حتی در سال ۷۳ کنسرتی را برگزار کرد که نخستین کنسرت راک ایران پس از انقلاب لقب گرفت.

### اواخر دههٔ ۱۳۷۰؛ دوباره زنده شدن راک ایرانی
در اواخر دههٔ ۱۳۷۰ و با روی کار آمدن دولت اصلاحات، وزارت فرهنگ و ارشاد دولت وقت؛ فرصتی طلایی به جامعه موسیقی ایران داد. موسیقی پاپ و راک پس از سال‌ها انزوا دوباره شروع به فعالیت کردند و با سرعتی چشمگیر نسبت به گذشته در حال پیشرفت بودند.
در این سال‌ها موسیقی راک پیشرفت زیادی کرد. گروه‌های زیادی در داخل کشور فعالیت می‌کردند، اما همچنان بسیاری از خوانندگان و گروه‌ها به فعالیت‌های زیر زمینی مشغول بودند. هنوز دولت صراحتاً موسیقی راک را آزاد اعلام نکرده بود و این نوع موسیقی را با پاپ ادغام می‌کرد. هیچ‌گاه جشنواره و کنسرتی از سوی دولت تحت عنوان موسیقی راک برگزار نشد. تنها یک بار جشنواره‌ای با نام «جشنواره موسیقی پاپ ایران» برگزار گردید که کلیه خوانندگان پاپ آن زمان ایران در این جشنواره شرکت کردند. کاوه یغمایی و داریوش خواجه نوری نیز در این جشنواره حضور داشتند و آهنگ‌هایی را با سبک راک و تحت عنوان پاپ اجرا نمودند. وی موفق شد ستاره طلایی این جشنواره را از نظر «بهترین گروه» به خود اختصاص دهد.
در همین سال‌ها جو تازه‌ای از موسیقی راک در میان جوانان ایرانی در حال شکل‌گیری بود. موسیقی «هوی متال» که زیر شاخه‌ای موسیقی راک و جدا شده از سبک «هارد راک» می‌باشد، به سرعت در میان ایرانیان محبوب می‌شد و توجه جوانان ایرانی به انواع سبک‌های متال بیش از پیش در حال اوج‌گیری بود. گروه‌های زیادی در این زمینه تشکیل شدند. هم‌اکنون موسیقی متال و زیر شاخه‌هایش از نظر دولت جمهوری اسلامی ممنوع و غیرمجاز است.

## دههٔ ۱۳۸۰؛ دوران طلایی راک ایرانی
دههٔ ۱۳۸۰ دورانی طلایی را برای موسیقی راک ایران به ارمغان آورد. در اوایل این دهه توجّه جوانان ایرانی به این نوع موسیقی و زیرشاخه‌هایش بیش از پیش شدت گرفت و گروه‌های زیادی در این زمینه تشکیل شدند.
در این سال‌ها کنسرت‌های زیادی در سطح کشور برگزار شد که بسیاری از آنان به صورت زیرزمینی و تنها تعداد اندکی از این کنسرت‌ها با مجوّز رسمی برگزار گردید. توجّه جوانان ایران به راک و زیرشاخه‌های آن بسیار زیاد شده‌بود.
اجرای نوریک میساکیان در دانشگاه تهران را می‌توان یکی از با کیفیت‌ترین اجراهای این دهه نام برد.

## دههٔ ۱۳۹۰؛ پوستهٔ نوین راک ایرانی
دههٔ ۱۳۹۰ را می‌توان دههٔ نوین راک ایرانی دانست. گروه‌های زیادی در داخل و خارج کشور با نوآوری در ساخت موسیقی و ترانه و همچنین استفاده از عنصرهای موسیقایی که تا قبل از این دهه از آن استفاده نمی‌شد، توانسته‌اند پوسته جدیدی به فضای موسیقی راک ایرانی دهند. ترکیب زیر شاخه‌های مختلف راک با یکدیگر و استفاده آن‌ها از ویژگی‌های گروه‌های این دهه می‌باشد راک ایران در این دهه بیشتر حال و هوای تلفیقی گرفت و خیلی کم شاهد انتشار آهنگ راک کلاسیک از هنرمندان بودیم

## گروه‌ها و خوانندگان

### گروه‌ها و خوانندگان فعال راک دهه ۱۳۴۰ و ۱۳۵۰
- کوروش یغمایی
- فرهاد مهراد
- فریدون فروغی
- ‌ حبیب محبیان

### گروه‌ها و خوانندگان فعال راک دهه ۱۳۸۰
- خاک
- رضا یزدانی
- اروین خاچیکیان
- اوهام
- کاوه یغمایی
- کیوسک
- کاوه آفاق
- کینگ رام
- رادیو تهران
- شاهین نجفی
- آنتی کاریزما
- هادی پاکزاد
- آرسامس
- محسن نامجو
- عبدی بهروانفر
- مهراد مستوفی‌راد
- سیروان خسروی

### گروه‌ها و خوانندگان فعال راک در دههٔ ۱۳۹۰
- هادی پاکزاد
- گروه کامنت
- رضا یزدانی
- اروین خاچیکیان
- گروه بی‌بند
- مهراد مستوفی‌راد
- شاهین نجفی
- کاوه آفاق
- علی عظیمی
- گروه کیوسک
- فرشید اعرابی
- کیان پورتراب
- نیاز نواب
- سیروان خسروی
- پویا کلاهی
- مجید کاظمی

### بانوان خوانندهٔ راک
- صنم پاشا
- آبجیز

### آهنگسازان راک
- فریدون فروغی
- کوروش یغمایی
- کاوه یغمایی
- حبیب محبیان
- فرشید اعرابی
- شهریار خاتم
- افشین طهماسبی
- اروین خاچیکیان
- کاوه آفاق
- مهراد مستوفی‌راد
- شاهین نجفی
- بابک ریاحی‌پور
- رضا یزدانی
- سیروان خسروی